# Port lotniczy Toliara
Port lotniczy Toliara (IATA: TLE, ICAO: FMST) – port lotniczy położony w Toliara, w prowincji Toliara, na Madagaskarze.

## Linie lotnicze i połączenia
| Linia Lotnicza | Kierunek                                            |
| -------------- | --------------------------------------------------- |
| Air Madagascar | 1. Antananarywa 2. Morondava 3. Reunion 4. Tôlanaro |
| Tsaradia       | 1. Antananarywa                                     |